# Голыш (приток Кашмы)
Голыш — река в России, протекает в Тамбовской области. Левый приток реки Кашма.

## География
Река Голыш берёт начало у посёлка Советский Бондарского района. Течёт на север по открытой местности. Устье реки находится западнее села Осино-Гай Гавриловского района в 98 км по левому берегу реки Кашма. Длина реки составляет 15 км.

## Данные водного реестра
По данным государственного водного реестра России относится к Окскому бассейновому округу, водохозяйственный участок реки — Цна от города Тамбов и до устья, речной подбассейн реки — Мокша. Речной бассейн реки — Ока.
Код объекта в государственном водном реестре — 09010200312110000029225.